# Planet Ocean (1974)
Planet Ocean ist ein US-amerikanischer Kurzfilm aus dem Jahr 1974 unter der Regie von George V. Casey, der den Film auch produzierte und für und mit ihm für einen Oscar nominiert war.

## Inhalt
Im Film wird ein Blick auf die Ökologie und die Wunder der Natur geworfen, wobei das Wetter einen der Schwerpunkte bildet. Zur Einführung des Films werden unter anderem Wettersituationen veranschaulicht mittels des nachgebauten Hurrikantunnels Alvin, einer Tiefseetauchmaschine sowie eines echten Teils eines Gletschers im von der NOAA betriebenen National-Ocean-Service-Gebäudes gegenüber dem Miami Seaquarium in Key Biscayne in Florida. Der Film selbst demonstriert, wie fragil die Natur auf unserem Planeten ist und wie wichtig es ist, sie zu schützen. Er versucht zudem darzustellen, wie Naturkatastrophen entstehen und wie ökologische Systeme ineinander übergreifen.  

## Produktionsnotizen
Produziert wurde der 35-mm-Film von Graphic Films mit Mehrkanalton. Gezeigt wurde er im von der NOAA betriebenen National-Ocean-Service Gebäude in Key Biscayne. Der Film lief oft in einer Endlosschleife während dort veranstalteter Vorführungen. Es gab eine Panik-Taste zum Verlangsamen des Starts und auch einen mit Subwoofern ausgestatteten Raum, um Erschütterungen besser vorstellbar zu machen.

## Auszeichnung
Oscarverleihung 1975
- George V. Casey nominiert in der Kategorie „Bester Kurzfilm“.[2] Der Oscar ging jedoch an Paul Claudon und Edmond Séchan und ihren Film …les borgnes sont Rois, der das Schicksal eines Mannes aufgreift, der damit leben muss, dass seine Mutter ihren Hund mehr liebt als ihn.